# Screen Actors Guild Awards 1997
La terza cerimonia del Premio SAG si è svolta il 22 febbraio 1997.

## Cinema

### Migliore attore protagonista
- Geoffrey Rush – Shine
- Tom Cruise – Jerry Maguire
- Ralph Fiennes – Il paziente inglese (The English Patient)
- Woody Harrelson – Larry Flynt - Oltre lo scandalo (The People vs. Larry Flynt)
- Billy Bob Thornton – Lama tagliente (Sling Blade)

### Migliore attrice protagonista
- Frances McDormand – Fargo
- Brenda Blethyn – Segreti e bugie (Secrets and Lies)
- Diane Keaton – La stanza di Marvin (Marvin's Room)
- Gena Rowlands – Una donna molto speciale (Unhook the Stars)
- Kristin Scott Thomas – Il paziente inglese

### Migliore attore non protagonista
- Cuba Gooding, Jr. – Jerry Maguire
- Hank Azaria – Piume di struzzo (Birdcage)
- Nathan Lane – Piume di struzzo
- William H. Macy – Fargo
- Noah Taylor – Shine

### Migliore attrice non protagonista
- Lauren Bacall – L'amore ha due facce (The Mirror Has Two Faces)
- Juliette Binoche – Il paziente inglese
- Marisa Tomei – Una donna molto speciale
- Gwen Verdon – La stanza di Marvin
- Renée Zellweger – Jerry Maguire

### Migliore cast
- Piume di struzzo
Hank Azaria, Christine Baranski, Dan Futterman, Gene Hackman, Nathan Lane, Dianne Wiest e Robin Williams
- Lama tagliente
Lucas Black, Natalie Canerday, Robert Duvall, James Hampton, John Ritter, Billy Bob Thornton, Dwight Yoakam e J.T. Walsh
- Il paziente inglese
Naveen Andrews, Juliette Binoche, Willem Dafoe, Ralph Fiennes, Colin Firth, Jürgen Prochnow, Kristin Scott Thomas e Julian Wadham
- Shine
John Gielgud, Armin Mueller-Stahl, Lynn Redgrave, Geoffrey Rush, Noah Taylor e Googie Withers
- La stanza di Marvin
Hume Cronyn, Robert De Niro, Leonardo DiCaprio, Dan Hedaya, Diane Keaton, Gwen Verdon, Hal Scardino e Meryl Streep

## Televisione

### Miglior attore in un film televisivo o miniserie
- Alan Rickman – Rasputin: il demone nero (Rasputin)
- Armand Assante – Gotti
- Beau Bridges – L'orgoglio di un padre (Hidden In America)
- Robert Duvall – L'uomo che catturò Eichman (The Man Who Captured Eichmann)
- Ed Harris – Il cavaliere della vendetta (Riders of the Purple Sage)

### Miglior attrice in un film televisivo o miniserie
- Kathy Bates – The Late Shift
- Anne Bancroft – Finalmente a casa (The Homecoming)
- Stockard Channing – Mamma per forza (An Unexpected Family)
- Jena Malone – Bastard Out of Carolina
- Cicely Tyson – La strada per Galveston (The Road to Galveston)

### Miglior attore in una serie drammatica
- Dennis Franz – NYPD - New York Police Department
- David Duchovny – X-Files (The X-Files)
- Anthony Edwards – E.R. - Medici in prima linea (ER)
- Jimmy Smits – NYPD - New York Police Department

### Miglior attrice in una serie drammatica
- Gillian Anderson – X-Files
- Kim Delaney – NYPD - New York Police Department
- Christine Lahti – Chicago Hope
- Della Reese – Il tocco di un angelo (Touched by an Angel)
- Jane Seymour – La signora del West (Dr. Quinn, Medecine Woman)

### Miglior attore in una serie commedia
- John Lithgow – Una famiglia del terzo tipo (3rd Rock from the Sun)
- Jason Alexander – Seinfeld
- Kelsey Grammer – Frasier
- David Hyde Pierce – Frasier
- Michael Richards – Seinfeld

### Miglior attrice in una serie commedia
- Julia Louis-Dreyfus – Seinfeld
- Christine Baranski – Cybill
- Ellen DeGeneres – Ellen
- Helen Hunt – Innamorati pazzi (Mad About You)
- Kristen Johnston – Una famiglia del terzo tipo

### Migliore cast in una serie drammatica
- E.R. - Medici in prima linea
George Clooney, Anthony Edwards, Laura Innes, Eriq La Salle, Julianna Margulies, Gloria Reuben, Sherry Stringfield, Noah Wyle
- Chicago Hope
Adam Arkin, Peter Berg, Jayne Brook, Vondie Curtis-Hall,  Héctor Elizondo, Thomas Gibson, Mark Harmon, Roxanne Hart, Christine Lahti, Jamey Sheridan
- Law & Order
Benjamin Bratt, Jill Hennessey, Steven Hill, Carey Lowell, S. Epatha Merkerson, Jerry Orbach, Sam Waterston
- NYPD - New York Police Department – Gordon Clapp, Kim Delaney, Dennis Franz, Sharon Lawrence, James McDaniel, Justine Miceli, Gail O'Grady, Jimmy Smits, Nicholas Turturro
- X-Files
Gillian Anderson, William B. Davis, David Duchovny, Mitch Pileggi, Steven Williams

### Migliore cast in una serie commedia
- Seinfeld
Jason Alexander, Julia Louis-Dreyfus, Michael Richards, Jerry Seinfeld
- Una famiglia del terzo tipo
Jane Curtin, Joseph Gordon-Levitt, Kristen Johnston, John Lithgow, French Stewart
- Frasier
Dan Butler, Peri Gilpin, Kelsey Grammer, David Hyde Pierce, Jane Leeves, John Mahoney
- Innamorati pazzi
Helen Hunt, Leila Kenzle, John Pankow, Anne Ramsay, Paul Reiser
- Remember WENN
Tom Beckett, Carolee Carmello, George Hall, Margaret Hall, John Bedford Lloyd, Melinda Mullins, Christopher Murney, Amanda Naughton, Hugh O'Gorman, Kevin O'Rourke, Dina Spybey, Mary Stout

## SAG Annual Life Achievement Award
- Angela Lansbury